# Leptogorgia fruticosa
Leptogorgia fruticosa is een zachte koraalsoort uit de familie Gorgoniidae. De koraalsoort komt uit het geslacht Leptogorgia. Leptogorgia fruticosa werd in 1928 voor het eerst wetenschappelijk beschreven door Hickson. 